# Seikatsu
Seikatsu ist ein strategisches Brett- und Legespiel der Spieleautoren Matt Loomis und Isaac Shalev. Es ist für drei Spieler konzipiert, kann jedoch auch in einer Solovariante sowie mit zwei und vier Mitspielern gespielt werden. Das Spiel erschien 2017 bei dem deutschen Spieleverlag HUCH!. Thematisch versuchen die Spieler, jeweils den aus ihrer Sicht schönsten Blumengarten mit den beeindruckendsten Vogelschwärmen anzulegen.

## Thema und Ausstattung
Bei dem Spiel handelt sich um strategisches Brett- und Legespiel, bei dem die Mitspieler durch den taktischen Einsatz ihrer Gartenplättchen den aus ihrer Sicht schönsten Blumengarten und die beeindruckendsten Vogelschwärme auszulegen.
Das Spielmaterial besteht neben der Spielanleitung aus:
- einem Spielplan mit einem zentralen Garten und drei Spielerbereichen mit Pagode sowie einer Punktezählleiste in Form eines Gartenpfads in einem japanischen Garten,
- 32 Gartenplättchen mit Vogelmotiv und Blütenkranz (jedes Plättchen ist eine Kombination aus einer Vogelart und einem Blütenkranz, dabei kommt jede Kombination zweimal vor). Es gibt vier Arten von Blüten (Schlüsselblume, Plumeria, Tulpe, Glockenblume) und vier Arten von Vögeln (Prachtmeise, Seidenschwanz, Brillenvogel und Japanparadiesschnäpper)
- 4 Plättchen mit Koi-Teichen,
- 3 Wertungsmarker und
- einem Stoffbeutel.

## Spielweise

### Spielvorbereitung
Zur Spielvorbereitung wird der Spielplan in der Mitte des Tisches gestellt. Bei zwei oder drei Spielern sollte dabei jeder Spieler vor einem farbigen Spielerbereich sitzen. Jeder Spieler wählt seine Wertungsmarkerfarbe und stellt diese an den Start der Zählleiste. Alle Gartenplättchen werden in den Stoffbeutel gegeben und darin gut gemischt, danach zieht ein Spieler entweder zwei (beim Spiel mit zwei Spielern) oder drei Plättchen aus dem Beutel und legt sie auf die entsprechenden Blumenfelder des Spielplans. Danach werden die Koi-Plättchen in den Beutel gegeben und alle gut gemischt. Jeder Spieler zieht zwei Plättchen und nimmt sie verdeckt auf die Hand.

### Spiel mit zwei oder drei Spielern
Beginnend mit einem Startspieler kommen die Spieler im Uhrzeigersinn zum Zug und führen pro Zug jeweils drei Aktionen durch. Zu Beginn ihres Zuges legen die Spieler jeweils eines der beiden Plättchen von ihrer Hand auf ein leeres Feld auf den Spielplan, wobei sie dieses immer benachbart zu mindestens einem bereits liegenden Plättchen ablegen müssen. Immer, wenn sie einen Vogel ablegen, der mit einem oder mehreren benachbarten Vögeln identisch ist, können sie einen Vogelschwarm werten. Dabei bekommen sie jeweils einen Siegpunkt für das gerade abgelegte Plättchen sowie jeweils einen weiteren Siegpunkt für jeden passenden Vogel auf einem direkt benachbarten Plättchen. Spielt ein Spieler ein Koi-Plättchen, kann er dieses einmalig als Joker für einen beliebigen Vogel nach Wahl nutzen und auswerten. Bereits ausliegende Koi-Plättchen werden dagegen nicht als Joker oder als Vogel gewertet. Am Ende des Zuges zieht der Spieler ein Plättchen nach und gibt den Stoffbeutel weiter an seinen linken Nachbarn.

Vier Plättchen gibt 10 Punkte, Dreieckszahl

Das Spiel endet, wenn das letzte Gartenplättchen abgelegt wurde, also bei einem Spiel mit zwei Spielern nach 17 Runden und bei einem Spiel mit drei Spielern nach 11 Runden. Sind alle Plättchen ebgelegt, werden die Gärten entsprechend der Blütenkränze gewertet. Dabei werden jeweils die am häufigsten vorkommenden Blumen der einzelnen Gartenreihen aus der Sicht der Pagode der Spieler ausgezählt und als Summenformel addiert und gewertet, die in der Reihe liegenden Koi-Teiche können dabei von jedem Spieler als beliebiger Blütentyp mitgezählt werden. Die Spieler bekommen entsprechend für ein Plättchen mit gleichen Blüten in einer Reihe einen Punkt, für zwei Plättchen drei Punkte, für drei Plättchen sechs Punkte, für vier Plättchen zehn Punkte, für fünf Plättchen 15 Punkte und für sechs Plättchen 21 Punkte. Die Punkte der Reihen werden mit dem Wertungsmarker abgezählt und der Gewinner ist der Spieler mit den meisten Punkten nach der Endwertung.

### Spiel mit vier Spielern
Beim Spiel mit vier Spielern spielen jeweils zwei Spieler als Team miteinander gegen das jeweils andere Team. Jedes Team wähle ein Pagode, die Spieler eines Teams sollten sich gegenübersitzen. Statt nur zwei Startplättchen werden zu Beginn vier Startplättchen ausgelegt (auf zwei Blumenfelder und die jeweils gegenüberliegenden Felder). Das Spiel selbst wird entsprechend den Regeln des Grundspiels gespielt, wobei die Spieler eines Teams sich nicht gegenseitig ihre Plättchen zeigen oder darüber reden dürfen. Die Wertung entspricht dem Spiel mit zwei Spielern.

### Turnierregeln
In den Turnierregeln bekommt bei drei oder vier Spielern jeder Spieler zu Beginn einen Koi-Teich. Beim Spiel mit zwei Spielern bekommt jeder Spieler zwei Koi-Plättchen. Im Spiel kann der Spieler seinen Koi-Teich jederzeit ausspielen.

### Solospiel
Im Solospiel spielt der Spieler allein gegen einen fiktiven Gegner und spielt seine Plättchen aus der Sicht einer Pagode aus. Dabei kann er zwischen drei Varianten wählen:
- Leicht: Vogelschwärme werden für den Spieler gewertet
- Mittel: es findet keine Wertung der Vogelschwärme statt
- Schwer: Vogelschwärme werden für das Spiel gewertet

Das Spiel wird entsprechend einem Spiel für drei Spieler mit drei Startplättchen vorbereitet, wobei die drei Plättchen verschieden sein sollen. Der Spieler bekommt alle Koi-Plättchen und darf in jedem Zug wählen, ob er ein Gartenplättchen aus seiner Hand oder eines der vier Koi-Plättchen an das jeweils letzte gelegte Plättchen spielt. Danach werden jeweils entsprechend der gewählten Variante die Vogelschwärme gewertet. Sobald der Spieler keinen gültigen Zug mehr machen kann, also kein Plättchen mehr neben das letzte ausgelegte Plättchen legen kann, endet das Spiel und der Spieler wertet erst seine Pagode und danach die beiden anderen Pagoden aus. Er gewinnt das Spiel, wenn er am Ende mehr Punkte hat als die Summe der beiden gegnerischen Pagoden ergibt.

## Entwicklung und Rezeption
Das Spiel Seikatsu wurde von den Spieleautoren Matt Loomis und Isaac Shalev entwickelt und 2017 von IDW Games in einer englischen Version zu den Internationalen Spieletagen in Essen veröffentlicht. 2018 brachte der deutsche Verlag HUCH! das Spiel in einer multilingualen Version auf Deutsch, Französisch und Niederländisch heraus.

## Belege
1. 1 2 3 4 5 6 7 8  Spieleanleitung Seikatsu auf der Website von HUCH! / Hutter Trade; abgerufen am 7. April 2018.
2. ↑  Versionen von Seikatsu in der Spieledatenbank BoardGameGeek (englisch); abgerufen am 8. Dezember 2017.